# 宿雾水牛
宿雾水牛（学名：Bubalus cebuensis）是在菲律賓發現的化石倭水牛，於2006年首次被描述。

## 解剖及形態
宿雾水牛最大的特徵是其細小的體型。其他同期的水牛肩高約6呎及重2000磅，但宿雾水牛只有2.5呎高及重350磅，比其他的倭水牛（如民都洛水牛）都要小。
該化石標本估計屬於更新世或全新世。

## 演化歷史
宿雾水牛的化石是在菲律賓宿霧開掘隧道時發現。該化石已捐贈與美國的菲爾德自然歷史博物館，但卻接近50年的時間沒有被進一步分析。

## 外部連結
- （页面存档备份，存于）